# Ульяновка (Славутский район)
Ульяновка (укр. Улянівка) — село в Славутском районе Хмельницкой области Украины.
Население по переписи 2001 года составляло 57 человек. Почтовый индекс — 30043. Телефонный код — 3842. Занимает площадь 0,52 км². Код КОАТУУ — 6823985904.

## Местный совет
30043, Хмельницкая обл., Славутский р-н, с. Мухарев